# Edmund z Lancasteru

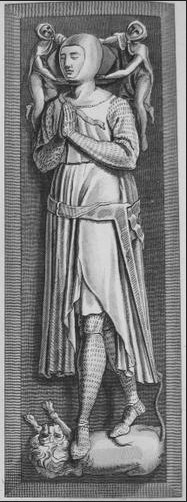
Edmund

Edmund z Lancasteru (16. leden 1245 – 5. červen 1296), člen rodu Plantagenetů, druhý přeživší syn Jindřicha III. Plantageneta a Eleonory Provensálské. V dětství si dělal nároky na Sicilské království, ale nikdy tam nevládl. V roce 1265 mu byly poskytnuty všechny pozemky Šimona z Montfortu a od roku 1267 byl hrabětem z Leicesteru. V témže roce také začal vládnout v Lancashire, ale do roku 1276 nebyl hrabětem z Lancasteru. V letech 1276 až 1284 řídil Champagne a Brie se svou druhou manželkou, Blankou z Artois, ve jménu její dcery Jany. Jeho přezdívka, "Crouchback", odkazuje na jeho účast na Deváté křížové výpravě.

## Dětství
Edmund se narodil v Londýně. Byl mladším bratrem Eduarda I., Markéty Anglické a Beatrix Anglické, a starším bratrem Kateřiny Anglické.
V roce 1255 mu bylo uděleno Sicilské království a Apulie, jménem papeže Inocence IV. Na oplátku se jeho otec zavázal zaplatit papežství 135 541 marek a slíbil, že povede válku proti Manfrédovi Sicilskému, aby království uvolnil. Po Inocencově smrti, nový papež Alexandr IV. potvrdil Edmundovo udělení. Jindřichovi baroni odmítli přispět na to, čemu říkali "sicilský podnik" a nakonec byl Jindřich schopný zaplatit pouze 60 000 marek. Steven Runciman říká, že udělení království papež Alexandr IV. zrušil dne 16. prosince 1258. Baines a Harland však uvádějí, že k tomu došlo až roku 1263 papežem Urbanem IV. Edmund se tedy zřekl sicilského království.

## Život
Edmund nicméně brzy, 25. října 1265, získal významné majetky a hodnosti, brzy potom, co propadly Šimonovi z Montfortu, přijal tedy hrabství Leicester a později Lancaster. Také získal tituly a majetky pána z Ferrers, které zahrnovaly hrabství Derby, a hrad Hinckley.
V roce 1267 mu bylo uděleno hrabství Builth Wells v opozici vůči tehdejšímu držiteli, Llywelynovi ap Gruffyddovi (poslední princ nezávislého Walesu). Aby mu pomohl dobýt zemi, byla mu poskytnuta panství staršího bratra, Trilateral of Skenfrith, Grosmont a White Castle společně s Monmouthem. Po občanské válce v roce 1267, byl jmenován šerifem z Lancashire. Jindřich III. v roce 1267 udělal ze svého druhého syna hraběte z Leicesteru, a udělil mu čest a výsady tohoto města. Následující rok se stal konstáblem hradu Leicester, královského majetku ve jménu krále. Od této chvíle měl Edmund pověst nemilosrdného a zuřivého válečníka, ale nebyl v Anglii během bojů s Montfortem.
V roce 1271 doprovázel svého staršího bratra Eduarda na devátou křížovou výpravu do Palestiny. Někteří historici, včetně autorů Encyclopædia Britannica, tvrdí, že právě tak Edmund získal svou přezdívku Crouchback.
Edmund zůstal loajální ke svému bratrovi, Eduardovi, který potvrdil Charter grants z roku 1265, 1267, 1268–9, v listině Inspeximus v roce 1284. Edmund častopůsobil jako vyslanec v zahraničí. v roce 1291, byl guvernérem Ponthieu, ve jménu své druhé manželky, Blanky z Artois.
Na zpáteční cestě z křížové výpravy roku 1271–2 zvelebil hrad Grosmont a učinil ho svým domovem. Právě tam se v roce 1281 zřejmě narodil jeho syn Jindřich.

## Rodina
Edmund se poprvé oženil 8. dubna 1269 s Avelin de Forz, dcerou Viléma de Forz, 4. hraběte z Albemarle a Isabely de Fortibus, hraběnky z Devonu. Zemřela pouhé 4 roky po svatbě, ve věku 15 let, a byla pochována ve Westminsterském opatství. Pár neměl žádné děti, i když některé zdroje se domnívají, že mohla zemřít po porodu nebo krátce po potratu.
Podruhé se oženil 3. února 1276 v Paříži s Blankou z Artois, vdovou po Jindřichovi I. Navarrském, dcerou Roberta I. z Artois a Matyldy Brabantské. S Blankou měl tři děti:
- Tomáš z Lancasteru
- Jindřich z Lancasteru
- Jan

## Vývod z předků
|                     |                                 |  |                       |                            |  |  |  |  |  |  |  | Geoffrey V. z Anjou |
|                     |                                 |  |                       |                            |  |  |  |  |  |  |  |                     |
|                     | Jindřich II. Anglický           |  |                       |                            |  |  |  |  |  |  |  |                     |
|                     |                                 |  |                       |                            |  |  |  |  |  |  |  |                     |
|                     |                                 |  |                       | Matylda Anglická           |  |  |  |  |  |  |  |                     |
|                     |                                 |  |                       |                            |  |  |  |  |  |  |  |                     |
|                     | Jan Bezzemek                    |  |                       |                            |  |  |  |  |  |  |  |                     |
|                     |                                 |  |                       |                            |  |  |  |  |  |  |  |                     |
|                     |                                 |  |                       | Vilém X. Akvitánský        |  |  |  |  |  |  |  |                     |
|                     |                                 |  |                       |                            |  |  |  |  |  |  |  |                     |
|                     | Eleonora Akvitánská             |  |                       |                            |  |  |  |  |  |  |  |                     |
|                     |                                 |  |                       |                            |  |  |  |  |  |  |  |                     |
|                     |                                 |  |                       | Eleonora ze Châtelleraultu |  |  |  |  |  |  |  |                     |
|                     |                                 |  |                       |                            |  |  |  |  |  |  |  |                     |
|                     | Jindřich III. Plantagenet       |  |                       |                            |  |  |  |  |  |  |  |                     |
|                     |                                 |  |                       |                            |  |  |  |  |  |  |  |                     |
|                     |                                 |  |                       | Vilém IV. z Angoulême      |  |  |  |  |  |  |  |                     |
|                     |                                 |  |                       |                            |  |  |  |  |  |  |  |                     |
|                     | Aymer z Angoulême               |  |                       |                            |  |  |  |  |  |  |  |                     |
|                     |                                 |  |                       |                            |  |  |  |  |  |  |  |                     |
|                     |                                 |  |                       | Markéta z Turenne          |  |  |  |  |  |  |  |                     |
|                     |                                 |  |                       |                            |  |  |  |  |  |  |  |                     |
|                     | Isabela z Angoulême             |  |                       |                            |  |  |  |  |  |  |  |                     |
|                     |                                 |  |                       |                            |  |  |  |  |  |  |  |                     |
|                     |                                 |  |                       | Petr I. z Courtenay        |  |  |  |  |  |  |  |                     |
|                     |                                 |  |                       |                            |  |  |  |  |  |  |  |                     |
|                     | Alice z Courtenay               |  |                       |                            |  |  |  |  |  |  |  |                     |
|                     |                                 |  |                       |                            |  |  |  |  |  |  |  |                     |
|                     |                                 |  |                       | Alžběta z Courtenay        |  |  |  |  |  |  |  |                     |
|                     |                                 |  |                       |                            |  |  |  |  |  |  |  |                     |
| Edmund z Lancasteru |                                 |  |                       |                            |  |  |  |  |  |  |  |                     |
|                     |                                 |  |                       |                            |  |  |  |  |  |  |  |                     |
|                     |                                 |  | Alfons VII. Kastilský |                            |  |  |  |  |  |  |  |                     |
|                     |                                 |  |                       |                            |  |  |  |  |  |  |  |                     |
|                     | Alfons II. Provensálský         |  |                       |                            |  |  |  |  |  |  |  |                     |
|                     |                                 |  |                       |                            |  |  |  |  |  |  |  |                     |
|                     |                                 |  |                       | Sancha Kastilská           |  |  |  |  |  |  |  |                     |
|                     |                                 |  |                       |                            |  |  |  |  |  |  |  |                     |
|                     | Ramon Berenguer V. Provensálský |  |                       |                            |  |  |  |  |  |  |  |                     |
|                     |                                 |  |                       |                            |  |  |  |  |  |  |  |                     |
|                     |                                 |  |                       | Renier ze Sabranu          |  |  |  |  |  |  |  |                     |
|                     |                                 |  |                       |                            |  |  |  |  |  |  |  |                     |
|                     | Garsenda ze Sabranu             |  |                       |                            |  |  |  |  |  |  |  |                     |
|                     |                                 |  |                       |                            |  |  |  |  |  |  |  |                     |
|                     |                                 |  |                       | Garsenda z Forcalquier     |  |  |  |  |  |  |  |                     |
|                     |                                 |  |                       |                            |  |  |  |  |  |  |  |                     |
|                     | Eleonora Provensálská           |  |                       |                            |  |  |  |  |  |  |  |                     |
|                     |                                 |  |                       |                            |  |  |  |  |  |  |  |                     |
|                     |                                 |  |                       | Humbert III. Savojský      |  |  |  |  |  |  |  |                     |
|                     |                                 |  |                       |                            |  |  |  |  |  |  |  |                     |
|                     | Tomáš I. Savojský               |  |                       |                            |  |  |  |  |  |  |  |                     |
|                     |                                 |  |                       |                            |  |  |  |  |  |  |  |                     |
|                     |                                 |  |                       | Beatrix z Viennois         |  |  |  |  |  |  |  |                     |
|                     |                                 |  |                       |                            |  |  |  |  |  |  |  |                     |
|                     | Beatrix Savojská                |  |                       |                            |  |  |  |  |  |  |  |                     |
|                     |                                 |  |                       |                            |  |  |  |  |  |  |  |                     |
|                     |                                 |  |                       | Vilém I. ze Ženevy         |  |  |  |  |  |  |  |                     |
|                     |                                 |  |                       |                            |  |  |  |  |  |  |  |                     |
|                     | Markéta ze Ženevy               |  |                       |                            |  |  |  |  |  |  |  |                     |
|                     |                                 |  |                       |                            |  |  |  |  |  |  |  |                     |
|                     |                                 |  |                       | Beatrix z Faucigny         |  |  |  |  |  |  |  |                     |
|                     |                                 |  |                       |                            |  |  |  |  |  |  |  |                     |